# Louis de Fontanes
Jean-Pierre-Louis de Fontanes, marqués de Fontanes (Niort, Deux-Sèvres, 6 de marzo de 1757 – 17 de marzo de 1821) poeta, político, periodista y crítico literario francés.

## Biografía
Era hijo de un noble protestante de Languedoc que fue reducido a la pobreza por la revocación del Edicto de Nantes. Su padre y abuelo permanecieron en el protestantismo, pero él se convirtió al Catolicismo. Sus padres murieron entre 1774 y 1775, y en 1777 Fontanes marchó a París, donde amistó con el dramaturgo Jean-François Ducis.
Sus primeros poemas se inspiraban en modelos ingleses y aparecieron en el  Almanach des Muses: Le Cri de mon coeur, que describe su infancia en 1778, y La Fort de Navarre en 1780. Tradujo el Ensayo sobre el hombre de Alexander Pope con un elaborado prólogo en 1783, y La Chartreuse y Le Jour des morts el mismo año, Le Verger en 1788 y su Epître sur l'édit en faveur des non-catholiques y el Essai sur l'astronomie en 1789.
Fontanes fue un moderado reformador y en 1790 llegó a ser editor adjunto del Modérateur. Se casó en Lyon en 1792. A la caída de Robespierre fue nombrado profesor de literatura en la  École Centrale des Quatre-Nations, y fue uno de los miembros originales del Instituto. En el Memorial, una revista editada por Jean-François de la Harpe, abogó discretamente por la vuelta a la monarquía. Fue exiliado por el Directorio y marchó a Londres, donde se asoció con  Chateaubriand.
Volvió a Francia y declaró su admiración por Napoleón, quien le encargó escribir un elogio de George Washington. Esto aseguró su vuelta al Instituto y su promoción política. En 1802 fue elegido a la cámara legislativa, que presidió entre 1804 y 1810. Otros honores y títulos siguieron. Fue acusado de servilismo hacia Napoleón, pero tuvo el coraje de apoyar el proceso sobre el asesinato de duque de Enghien, y como rector de la Universidad de París (1808–1815) apoyó con consistencia principios religiosos y monárquicos. Estos apoyos a la restauración de los Borbones le granjearon el título de marqués en 1817. Murió el 17 de marzo de 1821 en París, dejando inéditos ocho cantos de un inconcluso poema épico titulado La Grâce sauve, "La Gracia salva".
El verso de Fontanes es refinado y musical al estilo del siglo XVIII. Sus obras no fueron reunidas hasta 1839, cuando Sainte-Beuve imprimió sus Œuvres (2 vols.), con un simpático estudio crítico del autor y su carrera. Fue elegido miembro de la Academia Francesa y se distinguió como un gran crítico en El Mercurio de Francia y El Espectador Francés, pero guardó las distancias respecto a los teóricos del naciente Romanticismo, Madame de Staël y Chateaubriand.